# Cardaxius
Il Cardaxius è un  fiume a regime torrentizio che scorre nella città metropolitana di Cagliari.

## Percorso
Il fiume nasce dalle falde del monte Tres Montis a 771 m s.l.m. nel territorio di San Basilio; prosegue il suo corso nel territorio di Senorbì e quindi scorre nei pressi della necropoli di Monte Luna, importante sito archeologico nelle campagne di Senorbì.
Successivamente, dopo 13 km di corso, sfocia nel Santu Teru.

## Regime idrologico
Come tutti i fiumi della Sardegna, anche il Cardaxius risente delle precipitazioni; la portata è molto modesta e nelle stagioni secche quest'ultima si riduce drasticamente, seccandosi anche prima della confluenza